# De partner-industrie
De partner-industrie (Engelse titel: We Can Build You) is een sciencefictionroman uit 1975 van de Amerikaanse schrijver Philip K. Dick.
Het verhaal werd reeds geschreven in 1962 onder de titel The First in Our Family, maar bleef onuitgegeven tot het als serie verscheen als A. Lincoln, Simulacrum in het de edities van november 1969 en januari 1970 van het tijdschrift Amazing Stories. Uiteindelijk werd het in 1972 de eerste maal uitgegeven als boek door DAW Books met de titel We Can Build You, door uitgever Donald A. Wollheim bedacht.

## Synopsis
Het verhaal speelt zich af in een toentertijd niet zo verre toekomst, het jaar 1982. Louis Rosen, een ondernemer die spinetten en elektronische orgels bouwt, wordt door zijn partner gevraagd om androïdes te bouwen, een kopie van figuren uit de Amerikaanse Burgeroorlog. De firma bouwt twee prototypes, een stabiele versie van Edwin M. Stanton, de andere van de labiele Abraham Lincoln. Rosen probeert deze twee te verkopen aan zakenman Sam K. Barrows, een makelaar die gespecialiseerd is in kolonisatie. Barrows heeft plannen om de maan en andere planeten volledig te koloniseren met gekloonde kolonisten. Rosen begint een affaire met Pris Frauenzimmer, de schizofrene dochter van zijn partner en begint zelf ook aan hallucinaties te lijden. Aan het eind van het verhaal blijkt Barrows om de simulacra Stanton en Lincoln tegen te werken een kopie gemaakt te hebben van John Wilkes Booth. Deze is echter nog labieler dan de andere twee en kan simpel wordt geëlimineerd door de stilettohak van Pris.
Hoe het verhaal afloopt is niet geheel duidelijk. Dick hield een open eind aan. Dat werd opgeheven door in latere versies een aanvullend hoofdstuk te laten plaatsen door Ted White. Dat kon in eerste instantie de goedkeuring dragen van Dick, maar later trok hij dat weer in. Door het abrupte einde lijkt het gehele verhaal een psychose/hallucinatie van Louis.   